# Daniel Vincent
Daniel Vincent foi produtor executivo da TV Globo de 1996 a 2018

## Programas produzidos
- Casseta e Planeta (1995-2000, 2002- 2010 e 2012)
- Gente Inocente (2000-2001)
- Sociedade Anonima (2000)
- Zorra Total (2000-2002)
- Turma do Didi (2000-2002)
- No Limite 3 (2001)
- A Diarista (2004-2007)
- Os Aspones (2005)
- Minha Nada Mole Vida (2006/2007)
- As 50 leis do Amor (2004)
- Correndo Atrás (2004-2005)
- Levando a Vida (2005)
- Carol e Bernardo (2004)
- Os Amadores (2006/2007)
- Lu (2006)
- Os Caras de Pau (2006)
- O Sistema (2007)
- O Super Sincero (2006/2007)
- Conexão Xuxa (2007)
- Dicas De Um Sedutor (2007/2008)
- Casos e Acasos  (2008)
- Força Tarefa (2009-2011)
- Separação (2010)
- Batendo Ponto (2010)
- As Cariocas (2010)[1]
- O Divã (2011)
- Macho Man (2011)
- Batendo Ponto (2011)
- O Que Vi Da Vida (2011 - quadro Fantástico)
- Na Pior Das Hipóteses (2011 - quadro Fantástico)
- Louco Por Elas (2012)
- Como Aproveitar o Fim do Mundo (2012)
- Malhação 2012 (2012-2013)
- Encontro com Fátima (2012-2014)
- A Teia (2014)
- Malhação Sonhos (2014)
- Babilonia (2014)
- I Love Paraisopolis (2014)
- Totalmente Demais (2015)
- Liberdade Liberdade (2016)
- Ligações Perigosas (2016)
- Malhação Seu Lugar no Mundo (2016)
- Se Eu Fechar Os Olhos Agora (2018)
- Meu Amigo Bussunda (2021)

## Longas-metragens produzidos
- Casseta & Planeta, Seu Problemas Acabaram (2006)
- Os Normais 2, A Noite Mais Maluca de Todas (2009)